# پریش منچستر
پریش منچستر (به لاتین: Manchester Parish) یک منطقهٔ مسکونی در جامائیکا است که در شهرستان میدلسکس، جامائیکا واقع شده‌است. پریش منچستر ۸۳۰ کیلومتر مربع مساحت و ۱۹۰٬۸۱۲ نفر جمعیت دارد.